# Walter Dubislav
Walter Ernst Otto Dubislav (* 20. September 1895 in Berlin; † 17. September 1937 in Prag) war ein deutscher Wissenschaftstheoretiker.

## Leben
Nach dem Studium der Mathematik (u. a. bei David Hilbert) und der Philosophie wurde Dubislav 1922 in Berlin mit der Arbeit Beiträge zur Lehre von der Definition und vom Beweis vom Standpunkt der mathematischen Logik aus promoviert. 1928 wurde er Privatdozent für Philosophie der Mathematik und der Naturwissenschaften an der TU Berlin und ab 1931 außerordentlicher Professor.
Er war verheiratet mit Gertrud Troitsch († Februar 1935), deren Tod ihn aus der Bahn warf. Seine Schwester Margarete Dubislav war mit dem Germanisten, Bibliothekar und Schriftsteller Hermann Stresau verheiratet.
Nach einem körperlichen Angriff auf eine Geliebte im August o. September 1935 wurde Dubislav psychologisch behandelt und war bis Mai 1936 inhaftiert.
1936 emigrierte er nach Prag, wo er sich am 17. September 1937 das Leben nahm, nachdem er eine Malerin erstochen hatte.
Er war Mitbegründer der Berliner Gesellschaft für empirische Philosophie und war mit Theodor W. Adorno befreundet.
Dubislav war bemüht um eine logische und wissenschaftstheoretische Grundlegung der Mathematik und Physik, anlehnend an Bernard Bolzano. Dubislav vertritt eine formalistische Version der Fregeschen Definitionslehre. Definitionen sind demnach Substitutionsvorschriften für Zeichen, d. h. willkürliche Vereinbarungen über den Gebrauch von Zeichen innerhalb eines Kalküls.

## Schriften
- mit Karl Wilhelm Clauberg: Systematisches Wörterbuch der Philosophie. Felix Meiner, Leipzig 1923
- Über die Definition. Weiss, Berlin 1926. 2., verbesserte Auflage 1927 – unter dem Titel Die Definition 3., völlig umgearbeitete und erweiterte Auflage, Meiner, Leipzig 1931; 4. Aufl., unveränd. Nachdr. mit einer Einführung von Wilhelm K. Essler. Meiner, Hamburg 1981 ISBN 3-7873-0513-0 (als E-Book: ISBN 978-3-7873-2740-9).
- Über die sogenannten analytischen und synthetischen Urteile. Weiss, Berlin 1926.
- Die Friessche Lehre von der Begründung. Darstellung und Kritik. E. Mattig, Dömitz 1926.
- Zur Lehre von den sogenannten schöpferischen Definitionen. Fuldaer Aktiendruckerei, Fulda 1928.
- Über den sogenannten Gegenstand in der Mathematik. In: Jahresbericht der Deutschen Mathematiker-Vereinigung Bd. 37, S. 27–48. Leipzig 1928.
- Zur Methodenlehre des Kritizismus. H. Beyer & Söhne, Langensalza 1929.
- Joseph Petzoldt in memoriam. In: Annalen der Philosophie und der philosophischen Kritik, Bd. 8, Nr. 1  (Dezember 1929), S. 289–295.
- Zur Frage der Hochschulreform. Berufsbildung und Führerauslese. In: Die literarische Welt, Bd. 6, Nr. 29/30 (1930), S. 7 f.
- Die Philosophie der Mathematik in der Gegenwart. (Philosophische Forschungsberichte 13) Junker & Dünnhaupt, Berlin 1932.
- Naturphilosophie. (Philosophische Grundrisse Heft 2) Junker & Dünnhaupt Berlin 1933. Neuausgabe hrsg. v. Esther von Krosigk im VDM Verlag Dr. Müller, Saarbrücken 2007 (Edition Classic) ISBN 3-8364-1795-2.